# Mojeb al-Dousari
Mojeb al-Dousari (arabiska: معجب عبدالله محمد عبدالله الدوسري), född 1921, död 1956, var en kuwaitisk konstnär. Han har betecknats som den största målaren i Kuwaits historia och som grundare av regionens porträttkonst.[källa behövs]
al-Dousari utbildade sig i målning på al-Mubarakiya High School.
År 1943 startade al-Dousari Kuwaits första konstgalleri. Senare deltog han i två andra utställningar år 1951 och 1954.
År 1945 åkte al-Dourasi till Egypten och stannade där i fem år. Där fick han ett akademiskt avgångsbetyg i dekorativ konst.
År 1950 tillbringade al-Dourasi två år i Storbritannien, där han gick på Chelsea School of Art i London och Liverpool Academy of Arts.
Under sin korta karriär målade al-Dousari nästan 300 porträtt och landskap. De flesta målningarna var djupt rotade i den rika kulturen i Kuwait. Många av al-Dousaris verk köptes av anmärkningsvärda personer i Kuwait.